# Екібастузька ТЕС-1
Екібастузька ТЕС-1 — теплова електростанція на північному-сході Казахстану. 
Станція отримала 8 енергоблоків потужністю по 500 МВт, що стали до ладу в 1980 (два), 1981 (два), 1982, 1983 (два) та 1984 роках. Всі вони мали котли виробництва Подільського котельного заводу типу продуктивністю по 1650 тон пари на годину – перші два типу П-57-3, а наступні П-57-3М. Турбіни типу К-500-240-2 для перших трьох блоків постачив Харківський турбогенераторний завод, тоді як ще п’ять блоків отримали турбіни від Ленінградського металічного заводу. Чотири перші блоки ообладнали генераторами харківського заводу «Електроважмаш» типу ТГВ-500, тоді як інші мали генератори ТВВ-500 від заводу «Електросила». 
Як паливо ТЕС споживає вугілля.
Для видалення продуктів згоряння звели два димаря заввишки 300 та 320 метрів.
Вода для технологічних потреб надходить з каналу Іртиш – Караганда, при цьому шляхом заповнення котловини гірко-соленого озера Женгельди створили водосховище-охолоджувач з об’ємом 86 млн м3. 
Видача електроенергії відбувається по ЛЕП, що працюють під напругою 500 кВ та 220 кВ.